# Schwarzfüßiger Walzenhalsbock

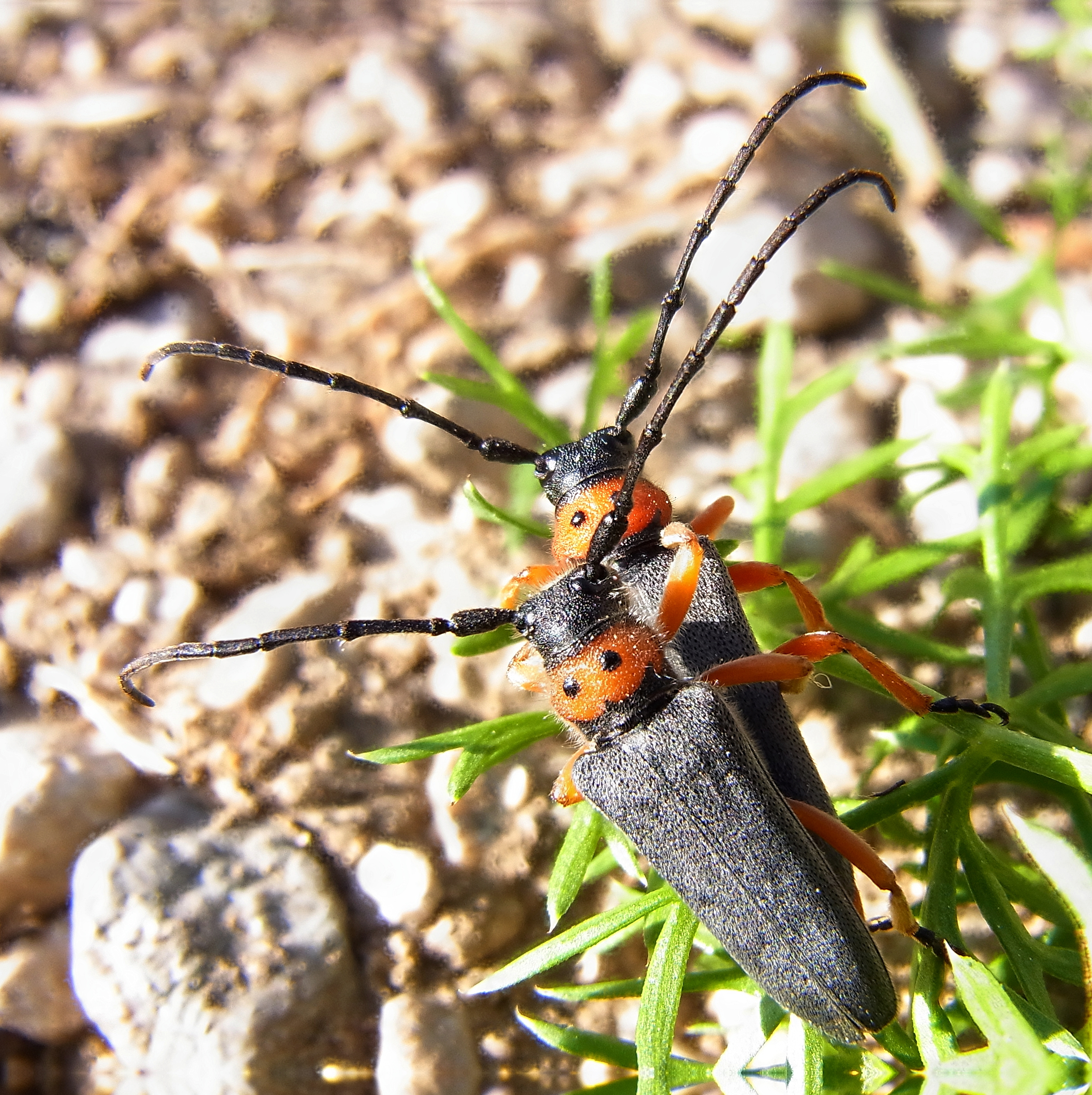

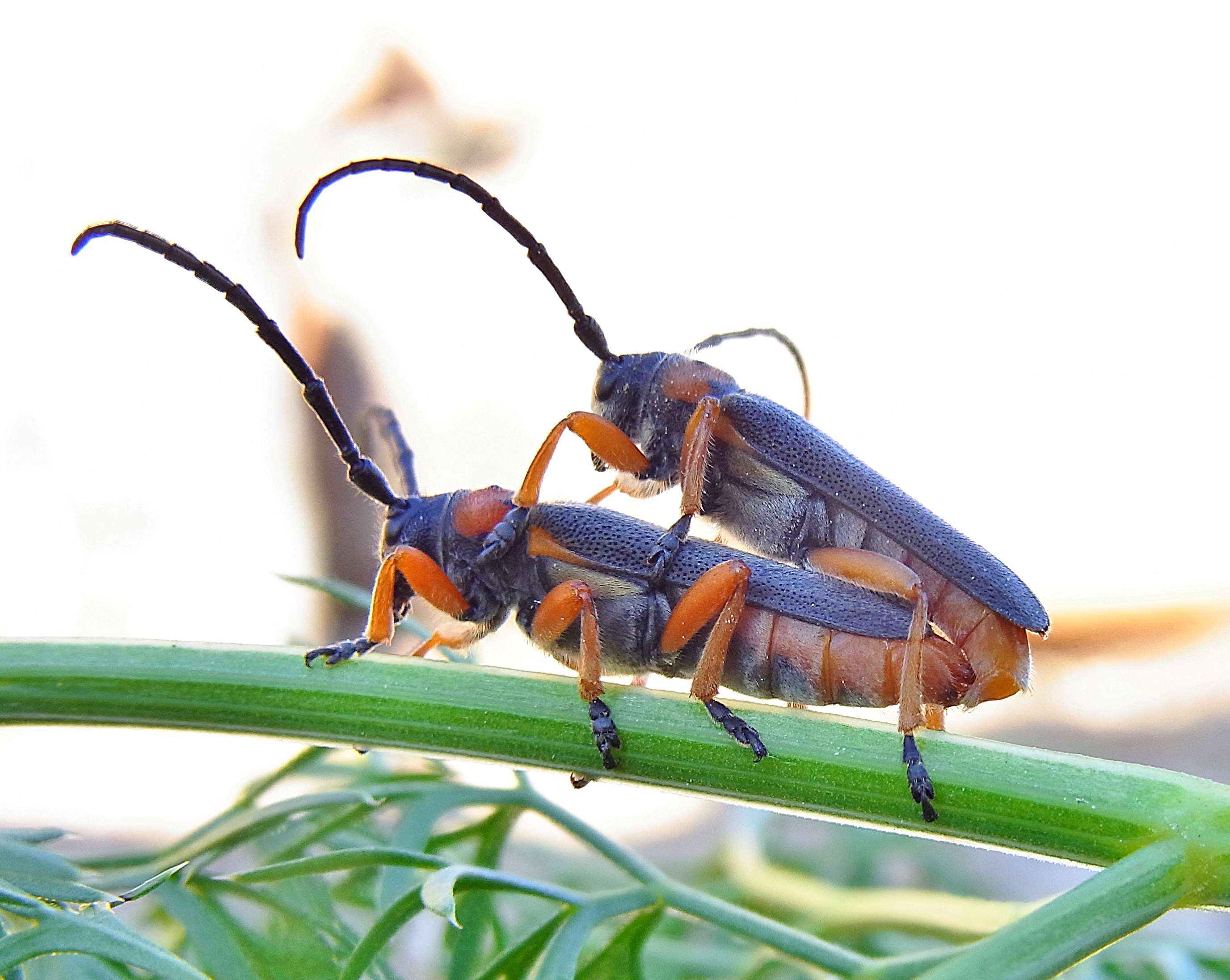

Der Schwarzfüßige Walzenhalsbock (Musaria affinis) ist ein Käfer aus der Familie der Bockkäfer (Cerambycidae).

## Merkmale
Die Käfer werden 10 bis 16 Millimeter lang. Sie sind dem Weiden-Linienbock sehr ähnlich und haben wie dieser einen roten Körper und Halsschild, der zwei schwarze Punkte aufweist, und einen schwarzen Kopf, Flügeldecken und Fühler. Der Körperbau ist bei Musaria aber viel stämmiger und kleiner. Außerdem ist im Unterschied zum Weiden-Linienbock der Halsschild schwarz gerandet und die Fußglieder schwarz (Name nigripes). Ihre Larven leben in den Stängeln und Wurzeln von Doldenblütlern.

### Unterarten
- Musaria affinis affinis (Harrer, 1784)[2]
- Musaria affinis nigrohirta (Müller, 1948)[3]

### Synonyme
- bipunctatus Piller & Mitterpacher, 1783[4]
- nigripes Voet, 1778[4]
- oculata Scopoli, 1763[4]

## Vorkommen
Sie leben auf Wiesen und Wegrändern und kommen in Süddeutschland stellenweise sehr häufig auf Doldenblütlern vor.